# Alois Scholz
Alois Scholz (* 9. Juni 1821 in Bielitz; † 30. Juli 1883 in Zöptau, Bezirk Mährisch-Schönberg) war ein österreichischer Manager im Bergbau und in der Verhüttung von Eisen in Österreichisch-Schlesien. Er war selbstständiger Unternehmer bei Industriebetrieben und  Schwiegervater der Schriftstellerin Maria Stona sowie Großvater der Bildhauerin Helene Scholz-Zelezny.

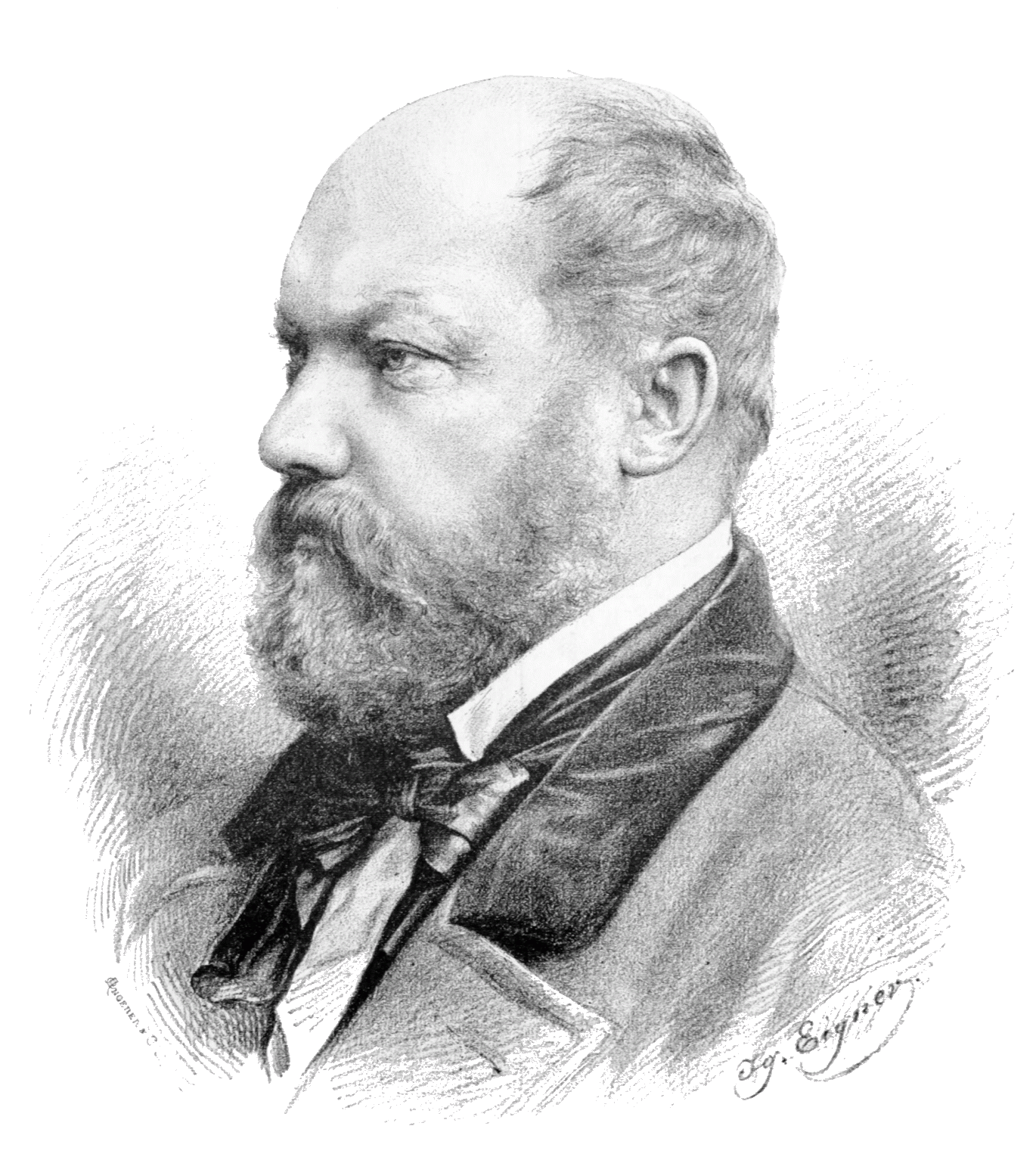
Alois Scholz von Ignaz Eigner
(Wiener Salonblatt vom 3. Juli 1875)

## Leben
Nach dem Besuch der Realschulen in Jägerndorf, Troppau und Olmütz in Mähren  hatte Alois Scholz, Sohn des Kammerdirektors und Erbrichters Emanuel Josef Scholz in Teschen (Cieszyn) in Schlesien, zunächst eine Tätigkeit im Katastralamt in Jägerndorf und im Jahre 1836 in der Kammerdirektion des Erzbistums Breslau. Nach einer Privatausbildung im Berg- und Hüttenwesen wurde Alois Scholz Hüttenkontrollor der Eisenwerke in Buchbergsthal bei Würbenthal im Altvatergebirge. 
Nach einem Studium an der Bergakademie Schemnitz (Banská Štiavnica) in der Slowakei und anschließenden Besichtigungsreisen zu Bergwerken in Mitteleuropa wurde Alois Scholz im Jahre 1845 Hüttenmeister im Reutenhau-Eisenwerk bei Wiesenburg (Bezirk Troppau), 1852 Direktor und 1856 leitender Direktor der Eisenwerke Zöptau und Stefanau, damals im Eigentum der im österreichischen Eisenbahnbau maßgebenden Industriellenfamilie Klein in Zöptau. In den Jahren 1873 bis 1876, bis zu seinem Ruhestand war er Direktor der Witkowitzer Bergbau- und Eisenhüttengewerkschaft in Mährisch Ostrau.

### Beteiligungen als Unternehmer
Der Tätigkeitsbereich des Bergdirektors Alois Scholz umfasste auch Beteiligungen und Einflussnahme bei der Modernisierung weiterer Eisenwerke in der Monarchie Österreich-Ungarn. Als Unternehmer beteiligte er sich  u. a. zum Teil in Aktiengesellschaften an der mechanischen Flachsspinnerei in Wiesenberg, der Graphitgewerkschaft in Mährisch Altstadt, an der Zuckerfabrik in Keltschan und der Papierfabrik in Olleschau in Mähren.